# Squadra Italia
Squadra Italia est un groupe italien qui a été formé à l'occasion de la 44e édition du festival de Sanremo (1994), quand il a présenté la chanson Una vecchia canzone italiana (en français : « Une vieille chanson italienne »). Le projet a été inspiré par la Coupe du monde de football qui a lieu dans la même année, étant en fait formé par 11 artistes comme dans une équipe de football.
La chanson, écrite par Stefano Jurgens (it) (paroles) et Marcello Marrocchi (it) (musique), a été classée à la 19e place; c'est-à-dire, avant-dernière des finalistes. À partir de cette participation, un album homonyme a été réalisé, ou chaque artiste a interprété individuellement une chanson de son répertoire.

## Membres
Ses membres ont été choisis parmi les nombreux interprètes de la musique traditionnelle et populaire italienne. Figurent entre-autres le « capitaine » de l'équipe, Nilla Pizzi, deux figures folkloriques, Mario Merola et Lando Fiorini (it) ainsi que Manuela Villa (it), fille du « petit roi » Claudio).

## Discographie

### Albums
- 1994 - Una vecchia canzone italiana

### Partecipations
- 1994 - AA.VV. Sanremo '94 avec la chanson Una vecchia canzone italiana